# Ziri ibne Manade
Ziri ibne Manade foi um general berbere sanhaja do Califado Fatímida e o fundador epônimo da dinastia zírida que governou a Ifríquia e uma das taifas do Alandalus. Fundou Achir, a primeira capital do Reino Zírida do Magrebe Central, e teve ativo papel na supressão de revoltas e invasões contra o Califado Fatímida.

## Vida

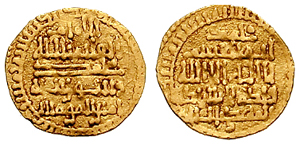
Dinar de Alcaim Biamir Alá r.

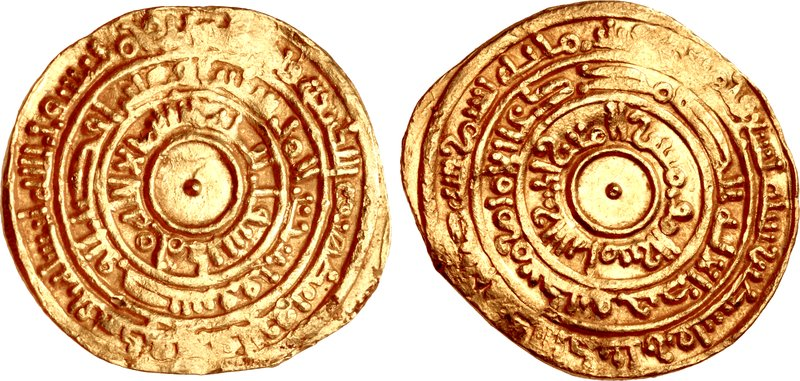
Dinar de Almuiz r.

Ziri era filho de Manade ibne Mancus, primeiro chefe talcata (parte dos sanhajas) conhecido. Como aliado do Califado Fatímida, e sob aprovação do califa Alcaim (r. 934–946), fundou um principado no Magrebe Ocidental em 940, centrado em Achir, construída por ele em 935. Os cronistas dizem que chamou pedreiros e companheiros de Massila e Tubna para construí-la, e que o califa enviou-lhe de Cairuão outros artesãos e materiais, em especial ferro. A permissão para seu estabelecimento no Magrebe Central estava ligada à forte ameaça imposta pelos zenetas magrauas, aliados dos omíadas do Califado de Córdova.
Em meados da década de 940, eclodiu uma revolta do carijita nucarita Abu Iázide. Ziri foi instrumental, ao lado do andalusino Ali ibne Hamadune, para o debelar da revolta e em setembro de 945, aliviou a capital califal de Mádia, que estava sob cerco de Abu Iázide. Ao longo do reinado do califa Almuiz (r. 953–975), Ziri e seu filho Bologuine tiveram alguns sucessos contra os magrauas. Antes de partir ao recém-conquistado Egito, e em reconhecimento por sua lealdade, o califa nomeou Bologuine como governador da Ifríquia e os territórios ocidentais que tomasse dos zenetas pró-omíadas.
Em 971, Ziri (ou Bologuine) foi confiado por Almuiz com a missão de parar os magrauas, que estavam se expandindo à Ifríquia. Com um poderoso exército, lutou com eles em 15 de fevereiro, provavelmente em Tremecém, e derrotou seu líder Maomé ibne Alcair, que se suicidou para evitar ser capturado. Pouco depois, contudo, Alcair, filho de Maomé, e seu novo aliado Jafar ibne Ali ibne Hamadune, derrotaram e mataram Ziri, perto de Tierte, quando marchava para enfrentá-los. Ziri deixou, além de Bologuine, ao menos outros seis filhos: Zaui, Macsane, Abul Biar, Halal, Maganine e Areme.